# شهرستان پنگشان
شهرستان پنگشان (به لاتین: Pengshan District) یک منطقهٔ مسکونی در چین است که در مایشان واقع شده‌است.